# 83e parallèle sud
Pour les articles homonymes, voir 83e parallèle.
En géographie, le 83e parallèle sud est le parallèle joignant les points de la surface de la Terre dont la latitude est égale à 83° sud.

## Géographie

### Dimensions
Dans le système géodésique WGS 84, au niveau de 83° de latitude sud, un degré de longitude équivaut à 13,611 km ; la longueur totale du parallèle est donc de 4 900 km, soit environ 12 % de celle de l'équateur. Il en est distant de 9 220 km et du pôle Sud de 783 km,.

### Régions traversées
Le 83e parallèle sud passe au-dessus de l'Antarctique sur près de 90 % de sa longueur, le reste étant situé sur les barrières de glace recouvrant l'océan Austral.
Le tableau ci-dessous résume les différentes zones traversées par le parallèle, d'ouest en est :
| Zone                                       | Début                 | Fin                   | Longueur (km) |
| ------------------------------------------ | --------------------- | --------------------- | ------------- |
| Antarctique                                | 83° 00′ S, 57° 58′ O  | 83° 00′ S, 168° 33′ E | 3 083         |
| Océan Austral (barrière de Ross)           | 83° 00′ S, 168° 33′ E | 83° 00′ S, 157° 08′ O | 467           |
| Antarctique                                | 83° 00′ S, 157° 08′ O | 83° 00′ S, 62° 19′ O  | 1 291         |
| Océan Austral (barrière de Filchner-Ronne) | 83° 00′ S, 62° 19′ O  | 83° 00′ S, 57° 58′ O  | 59            |